# Hilderic (Spoleto)
Hilderic  (auch Hilderich; † 740) war 739 bis 740 dux des langobardischen Herzogtums Spoleto.

## Leben
König Liutprand zog 739 mit einem Heer nach Spoleto, dessen rebellischer dux Transamund II. nach Rom floh. Liutprand setzte im Juni 739 Hilderic als dux ein. Einzelheiten über Hilderics Herkunft und Herrschaft sind nicht überliefert.
Im Dezember 740 kehrte Transamund, unterstützt von Truppen aus den Dukaten Rom und Benevent, nach Spoleto zurück und tötete den von Liutprand eingesetzten Hilderic.